# 第2独立旅団 (ウクライナ国家親衛隊)
第2独立旅団（だい2どくりつりょだん、ウクライナ語: 2-га окрема бригада）は、ウクライナ国家親衛隊の旅団。西部作戦地域司令部隷下。

## 概要

### 第二次世界大戦
1939年9月10日、第二次世界大戦の影響に伴い、内務人民委員部軍第233連隊として創設された。
1941年9月から独ソ戦に投入され、枢軸国に勝利した。

### ソ連国内軍
1954年3月、ソ連国内軍第66護送警備隊に改編された。
1968年11月、部隊増強に伴い、第473護送連隊に改編された。
1979年からアフガニスタン紛争に投入され、1985年5月に赤旗勲章を授与された。
1986年4月、部隊増強に伴い、第16独立護送旅団に改編された。

### ウクライナ国内軍

ハールィチ・ヴォルィーニ大公国旗

1992年1月、ソビエト連邦の崩壊とウクライナの独立で創設されたウクライナ国内軍に編入し、第2独立護送旅団に改称された。
1999年9月13日、レオニード・クチマ大統領より、名誉称号「ハリチナ」を授与された。

### ドンバス戦争
2014年3月、ウクライナ国内軍の廃止で創設されたウクライナ国家親衛隊に編入し、第2独立旅団に改称された。
2015年2月からドンバス戦争で東部ドネツィク州、ルハーンシク州に配備された。
2018年8月、第3小銃大隊が第15独立大隊に改編された。

### ロシアのウクライナ侵攻

#### 東部・アウディーイウカ戦線
2023年4月、ロシアのウクライナ侵攻で東部ドネツィク州ポクロウシク地区に配備され、アウディーイウカ北のオチェレティネ方面に展開した。
2024年8月23日、ウォロディミル・ゼレンスキー大統領より、勇気と勇敢さに対する栄誉賞を授与された。

## 編制
- 旅団司令部（リヴィウ）
- 第1小銃大隊
- 第2小銃大隊（テルノーピリ）
- 第4小銃大隊（ウージュホロド）
- 第5小銃大隊（ドロホブィチ）
- 第15独立大隊（ウクライナ語版）（リウネ）
- 支援部隊